# کتابخانه‌های عمومی در آمریکای شمالی

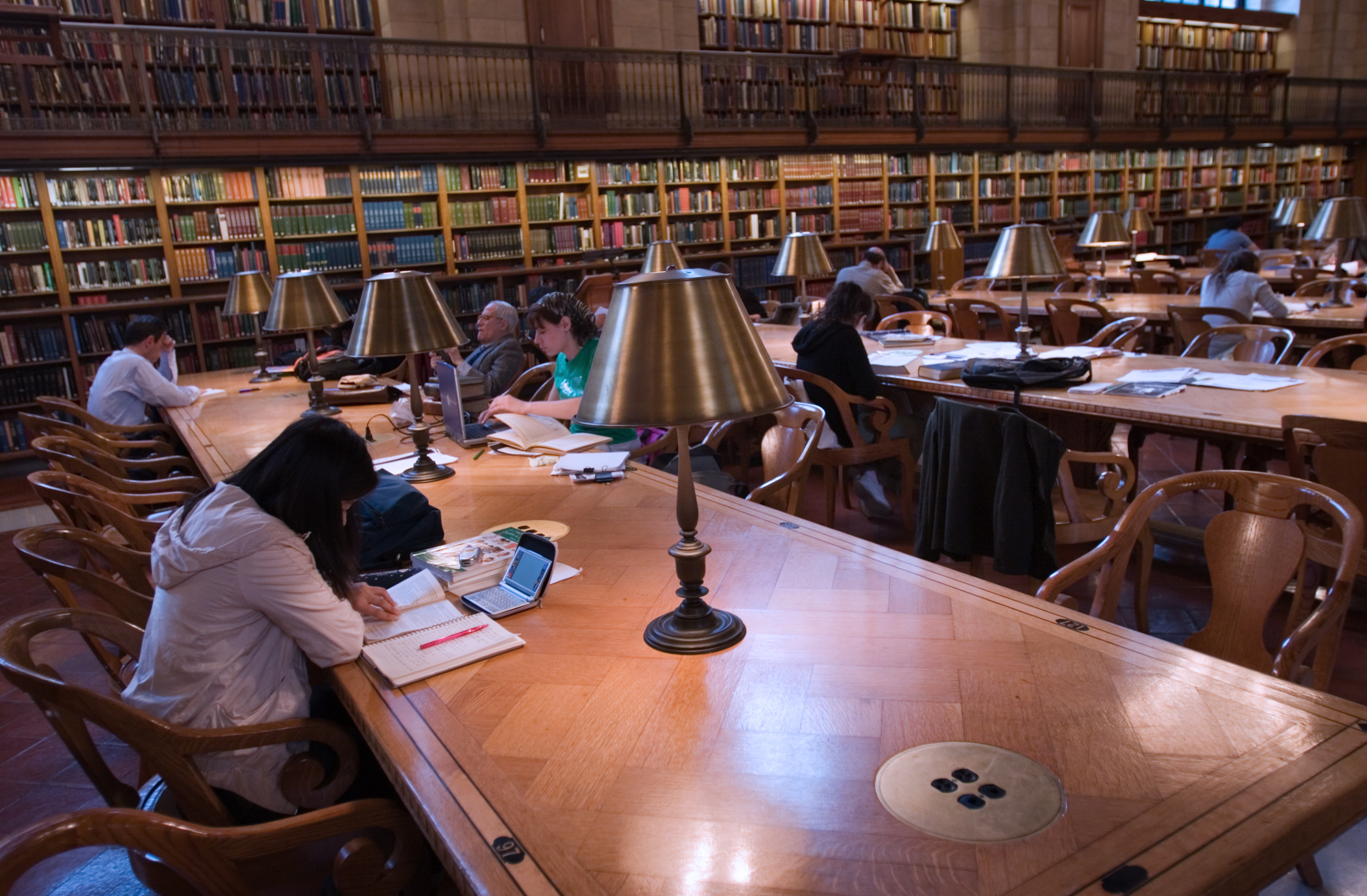
کاربران در حال مطالعه و خواندن در کتابخانه عمومی نیویورک.

کتابخانه عمومی، کتابخانه‌ای است که از طریق عموم مردم قابل دسترسی است و بودجه آن از طریق منابع مالی عمومی مثل مالیات تأمین می‌شود. کتابخانه‌های عمومی توسط کتابداران و متخصصین علوم کتابداری که کارمند دولت هستند اداره می‌شوند.

## ایالات متحده
از قرن هجدهم تا به امروز ایالات متحده توسعه یافته، پرجمعیت‌تر و ثروتمندترشده‌است، عواملی مانند فشار برای آموزش و پرورش و تمایل برای به اشتراک گذاشتن دانش منجر به حمایت عمومی گسترده‌ای از کتابخانه رایگان است. علاوه بر این، ارائه کمک‌های مالی پولی و بشردوستانه بخش خصوصی به عنوان سرمایه اولیه برای بسیاری از کتابخانه‌ها آغاز شده‌است. در برخی موارد، مجموعه‌داران مجموعه‌های عظیم کتاب خود را به کتابخانه عمومی اهدا می‌کنند.

### اولین کتابخانه‌ها
ویلیام جیمز سیدیس در کتاب قبایل و ایالات خود ادعا می‌کند، کتابخانه عمومی، به مثابه اختراعی آمریکایی است.

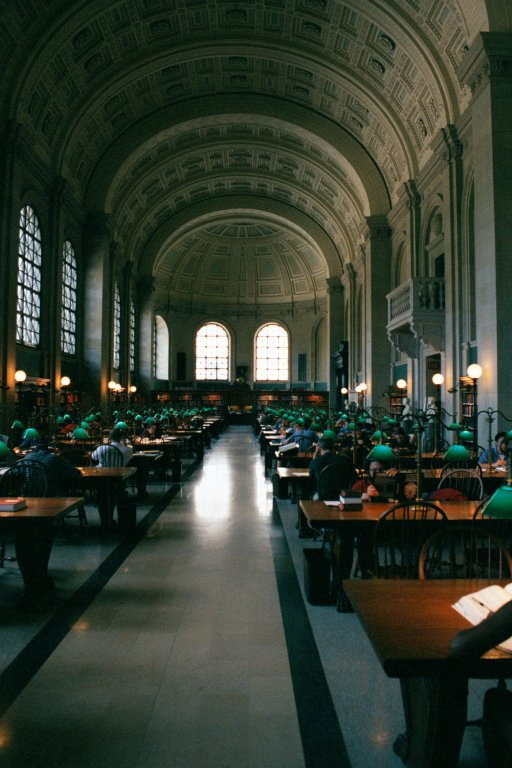
سالن مطالعه بیس هال در کتابخانه عمومی بوستون. تأسیس در ۱۸۴۸، ۶٫۱ میلیون نسخه کتاب دارد.

بنا به نظر ادموند فارول اسلافتر، اولین کتابخانه عمومی در بوستون توسط کشیش جان چکلی در مکان قبلی مجلس ایالتی زمانی بین سال‌های ۱۷۱۱، وقتی مجلس ایالتی بوستون ساخته می‌شد تا ۱۷۲۵ تأسیس شد.
کتابخانه در آتش‌سوزی ۹ دسامبر ۱۷۴۷ در مکان قدیمی مجلس ایالتی نابود شد و درحالی که تمامی کتب، اسناد و مدارک آن از بین رفت.
شواهد دیگری از احتمال وجود کتابخانه‌های اولیه در دیگر مکان‌ها وجود دارد. کشیش جان شارپ که به عنوان مبلغ مذهبی در حال سفر از مستعمرات از مریلند تا کنتیکت بود وجود تنها یک کتابخانه در شهر نیویورک را ناکافی دانست. وی برنامه‌ریزی قابل پیشرفتی را برای ایجاد یک کتابخانه عمومی و باز در تمامی ساعات مفید ایام هفته برای شهر نیویورک طرح نمود. در نامه‌ای به تاریخ ۱۱ مارس سال ۱۷۱۳، وی اشاره می‌کند که در حال حاضر حداقل چهار کتابخانه‌های عمومی در مستعمرات از جمله یکی در بوستون وجود دارد:
یکی دیگر از چیزهایی که بسیار بسیار در اینجا می‌خواستم، یک کتابخانه عمومی است که باعث پیشرفت آموزش و پرهیزگاری است. چنین کتابخانه‌هایی در چارلز تاون در ایالت کارولینا، آناپولیس در مریلند، در فیلادلفیا و بوستون وجود دارد. قبلاً برخی کتاب‌ها به صورت محدود به نیویورک فرستاده شده‌است، اما لازم است در مدت زمانی محدود در دست باقی بماند.»
وی کمی قبل از بازگشت به انگلستان در سال ۱۷۱۳، پس از یک دهه که به عنوان مبلغ مذهبی در آمریکا گذرانده بود، ۲۳۸ جلد کتاب به عنوان شالوده ایجاد یک کتابخانه عمومی از خود باقی گذاشت. اگرچه، سی سال بعد از اینکه شارپ آمریکا را ترک گفت، یک گروه دوازده نفره از مردان در سال ۱۷۵۴ کتابخانه انجمنی نیویورک را با کتاب‌های شارپ به عنوان هسته اولیه‌اش بنیاد نهادند. رؤیای مترقی‌اش که یک کتابخانه عمومی باز همه روزه در نیویورک بود تا سال ۱۷۹۱ محقق نشد.
در سال ۱۷۳۱ بنجامین فرانکلین و دیگر اعضای این باشگاه مباحثه هونتو یک شرکت کتابخانه‌ای در فیلادلفیا که تا حدودی به عنوان وسیله‌ای برای حل و فصل استدلال و تا حدودی به عنوان یک وسیله برای پیشبرد خود را از طریق اشتراک گذاری اطلاعات تأسیس کردند. کتابخانه اشتراکی فرانکلین به اعضا اجازه خرید سهام را می‌داد و سرمایه به وجود آمده برای خرید کتاب بیشتر مصرف می‌شد؛ در عوض اعضا می‌توانستند کتاب‌ها را امانت بگیرند و در کتابخانه استفاده کنند. امروزه کتابخانه مشارکتی به عنوان یک کتابخانه تحقیقاتی مستقل و غیرانتفاعی هنوز به حیات خود ادامه می‌دهد.
شهری در ماساچوست که به نام خود فرانکلین نامیده می‌شود بعد از پنسیلوانیایی مشهور. به مناسبت این افتخار، فرانکلین به جای ناقوس کلیسای درخواست شده ۱۱۶ جلد کتاب را به شهر اهدا نمود. شورای شهر فرانکلین در سال ۱۷۹۰ رأی به امانت کتب به صورت رایگان به همه اهالی فرانکلین داد، پس بنابراین این مجموعه کوچک می‌تواند به عنوان اولین کتابخانه عمومی ایالات متحده نامیده شود.

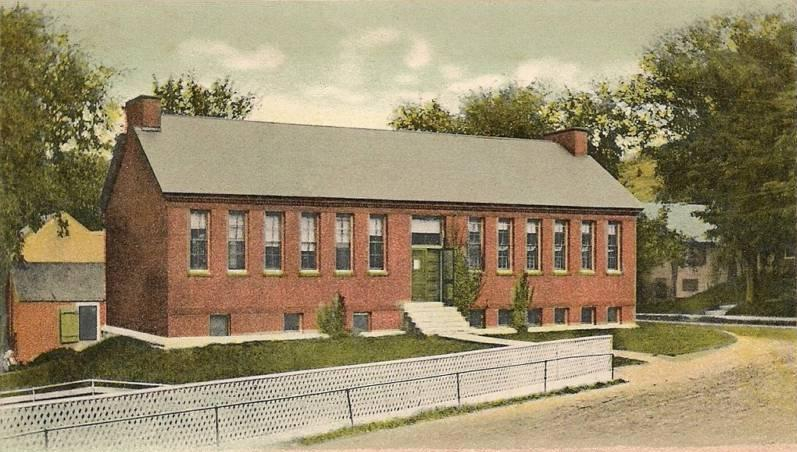
اولین کتابخانه عمومی رایگان در جهان که با پول مالیات اداره می‌شد، در تاریخ ۹ آوریل ۱۸۳۳ در مکان شورای شهر پتربورگ، نیوهمپشایر بنا نهاده شد. بسیاری از منابع مدعی شده‌اند اولین کتابخانه است، کتابخانه عمومی بوستون که در سال ۱۸۵۲ تأسیس شده در واقع دومین کتابخانه عمومی است. اولین کتابخانه رایگان مستمر برای کودکان در ایالات متحده در سال ۱۸۳۵ در آرلینگتون ایالت ماساچوست تأسیس شد.

دوست‌دار کتاب، حقوق‌دان و فرماندار نیویورک ساموئل جی تیلدن میلیون‌ها دلار برای ساخت کتابخانه عمومی نیویورک وقف نمود. وی معتقد بود شهروندان آمریکایی باید به صورت مطلوب به کتب و آموزش و پرورش دسترسی رایگان داشته باشند. در سال ۱۹۰۲ یک گزارش اظهار نمود «کتابخانه روستایی بعنوان نیاز ضروری جامعه روستایی آمریکایی رشد روزافزونی دارد.»
کتابخانه‌ها با وصیت دیگر افراد نیکوکار شروع به فعالیت نموده‌اند. به عنوان مثال کتابخانه رایگان بیکن در جنوب ناتیک ماساچوست تأسیس شد و در سال ۱۸۸۱ باارثیه $۱۵٬۰۰۰ یک خیر نیکوکار کتابخانه زان‌پس به عنوان کتابخانه عمومی اداره شد.
هنگامی که ایده کتابخانه عمومی به عنوان یک آژانس مالیات ده مطرح شد به‌طور گسترده‌ای در قرن نوزدهم و اوایل قرن بیستم کتابخانه عمومی ایجاد گردید، کتابداران از طریق فعالیت‌های انجمن کتابداری آمریکا و ایجاد بخش کتابخانه عمومی، انجمن کتابخانه عمومی، بدنبال راهکارهایی برای تعاریف استانداردها و راهنماهایی برای تضمین کیفیت خدمات بودند. وضع قوانین از جمله قانون خدمات کتابخانه و قانون خدمات و ساخت و ساز کتابخانه که نشان‌دهنده مناطق و گروه‌هایی که تحت پوشش خدمات کتابخانه نیستند.
در سال ۲۰۰۹، همزمان با رکود عظیم اقتصادی، بسیاری از کتابخانه‌های عمومی با کمبود بودجه مواجه شدند. بنا بر گزارش یک روزنامه، کتابخانه‌ای در داربی، پنسیلوانیا یافت شد که هزینه‌های آن بیشتر از درآمد حاصل از املاک محلی، بودجه ایالتی، و درآمدهای سرمایه‌گذاری شده بود، و در خطر تعطیل شدن قرار داشت.

### تغییر نقش کتابخانه‌ها

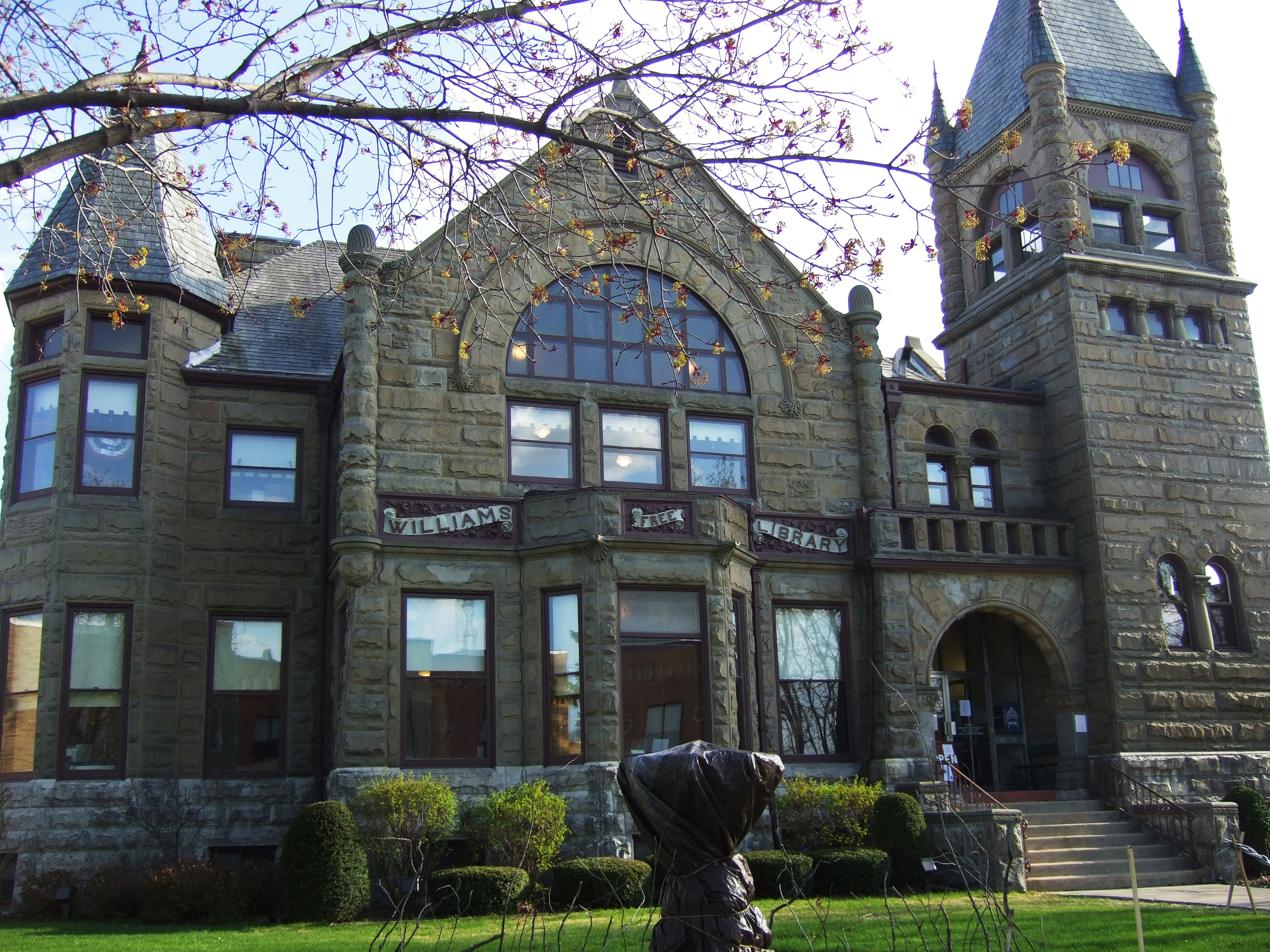
کتابخانه سابق رایگان ویلیامز در بیور دام، ویسکانسین دارای نمایی در سبک معماری که Richardsonian Romanesque نامیده می‌شود.

قبل از سال ۱۹۰۰، در بسیاری از شهرهای کوچک و شهرستانها، حامیان محلی کتابخانه‌های اجتماعی را که با پول اعانه افتتاح شده بود، اداره می‌کردند. افراد طبقه متوسط جامعه از آن‌ها حمایت می‌کردند، پرفروش‌ترین کتاب‌ها و کتاب‌های کلاسیک قدیمی را امانت می‌دادند، و به دیگر دوستداران کتاب در سطح شهر اطلاع می‌دادند. این کتابخانه‌ها پیشگامان کتابخانه‌های عمومی محسوب می‌شوند.
بوت، مونتانا، گویا بزرگ‌ترین، ثروتمندترین و جنجالی‌ترین اردوگاه معدنی در غرب آمریکا بود. خیرین شهر در سال ۱۸۹۳، یک کتابخانه عمومی افتتاح نمودند. رینگ استدلال می‌کند که کتابخانه در واقع مکانیسمی برای کنترل اجتماعی بود، «پادزهری علیه میل معدنچیان به نوشیدن مشروب، فحشا و قمار.» همچنین عمداً برای ارتقای ارزش‌های طبقه متوسط جامعه و متقاعد نمودن اهالی شرق به این موضوع که بوت یک شهر متمدن است. کاملاً جدا از غرب وحشی، روشنفکران اعلام کردند که افتتاح یک کتابخانه عمومی به عنوان نقطه عطفی در مسیر پیشرفت و توسعه شهرشان به سوی مدنیت و فرهنگ است.

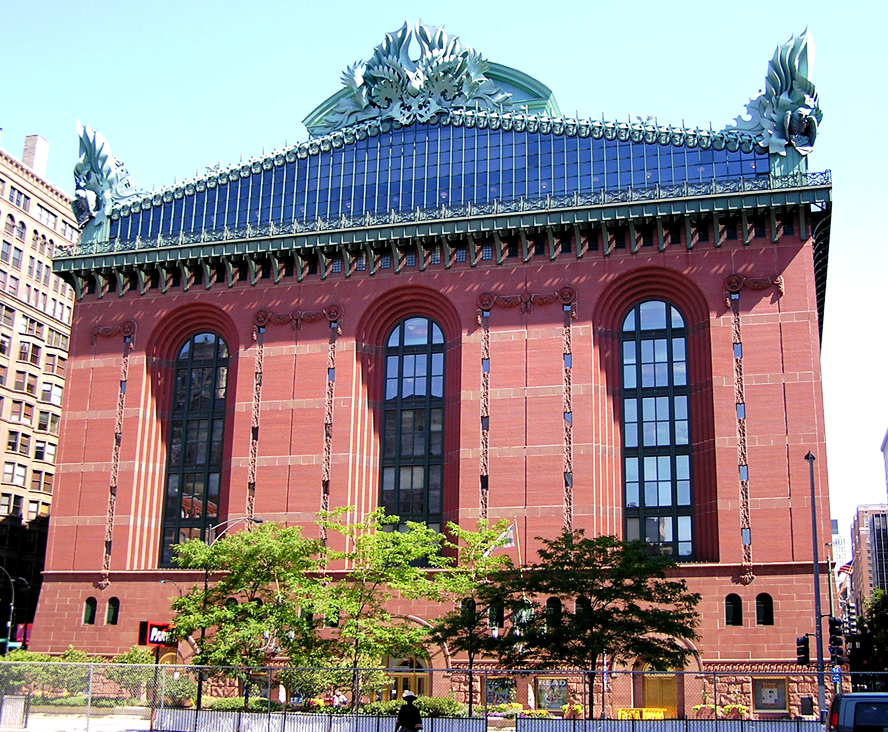
کتابخانه عمومی شیکاگو، ۱۹۹۱

بنا بر اظهار ون اسلایکVanSlyck (1989)، سال‌های پایانی قرن نوزدهم شاهد پذیرش این ایده است که کتابخانه‌های عمومی باید به صورت رایگان در دسترس همه آمریکایی‌ها قرار گیرد. اگر چه طراحی کتابخانه رایگان آرمانی مدت‌ها مرکز بحث‌های داغ و مدید بود. از یک سو، بشردوستان توانمند علاقه‌مند به بناهای عظیم غرورآفرین هستند که نمادهای افتخارآمیز را تقویت نماید و غرور مدنی را بهبود بخشد. آن‌ها ویترینی عظیم می‌خواستند که دورنمایی باشکوه از طریق ایجاد ارتفاعی دو برابر معمول، تالارهای عظیم مطالعه با سالن‌های اختصاصی قرائت، پر شده با پرتره اهداکنندگان بالی شومینه‌ها باشد. نمونه‌های عینی در کتابخانه عمومی نیویورک و  کتابخانه‌های عمومی شیکاگو بودند. کتابداران متوجه شدند طرح‌های عظیم ناکارآمدند، و نگه‌داریشان بسیار هزینه‌بر است.
Brumback کتابخانه در ون ورت اوهایو ادعا می‌شود اولین کتابخانه شهرستانی در ایالات متحده است.
در سال ۱۸۹۲، ملویل دیوئی یک سیستم کتابخانه سیار برای قسمت شمالی ایالت نیویورک شمال ایالت نیویورک بنیان نهاد. این ایده به سرعت در شمال گسترش یافت. از سال ۱۸۹۸ بیش از یکصد کتابخانه سیار تنها در ویسکانسین، ۵۳۴ کتابخانه سیار در تیویورک وجود داشت.

### کتابخانه‌های کارنگی
اندرو کارنگی در فقر مطلق به دنیا آمد و به صورت خودآموز تبدیل به یک کارخانه‌دار برجسته و نیکوکار بزرگ شد. در میان کارهای خیرخواهانه بسیار وی کتابخانه عمومی هم وجود دارد، در صورت موافقت شهر با اداره کردن و استخدام کارمند برای آن، وی کتابخانه عمومی می‌ساخت و تجهیز می‌کرد. وی بیش از ۶۰ میلیون دلار بخشید، که به دلار قرن ۲۱ ثروت عظیمی بود. کارنگی آرزو می‌کرد که کتابخانه‌ها برای عموم مردم، اطلاعات و کتاب را به ارمغان آورد.

## کانادا

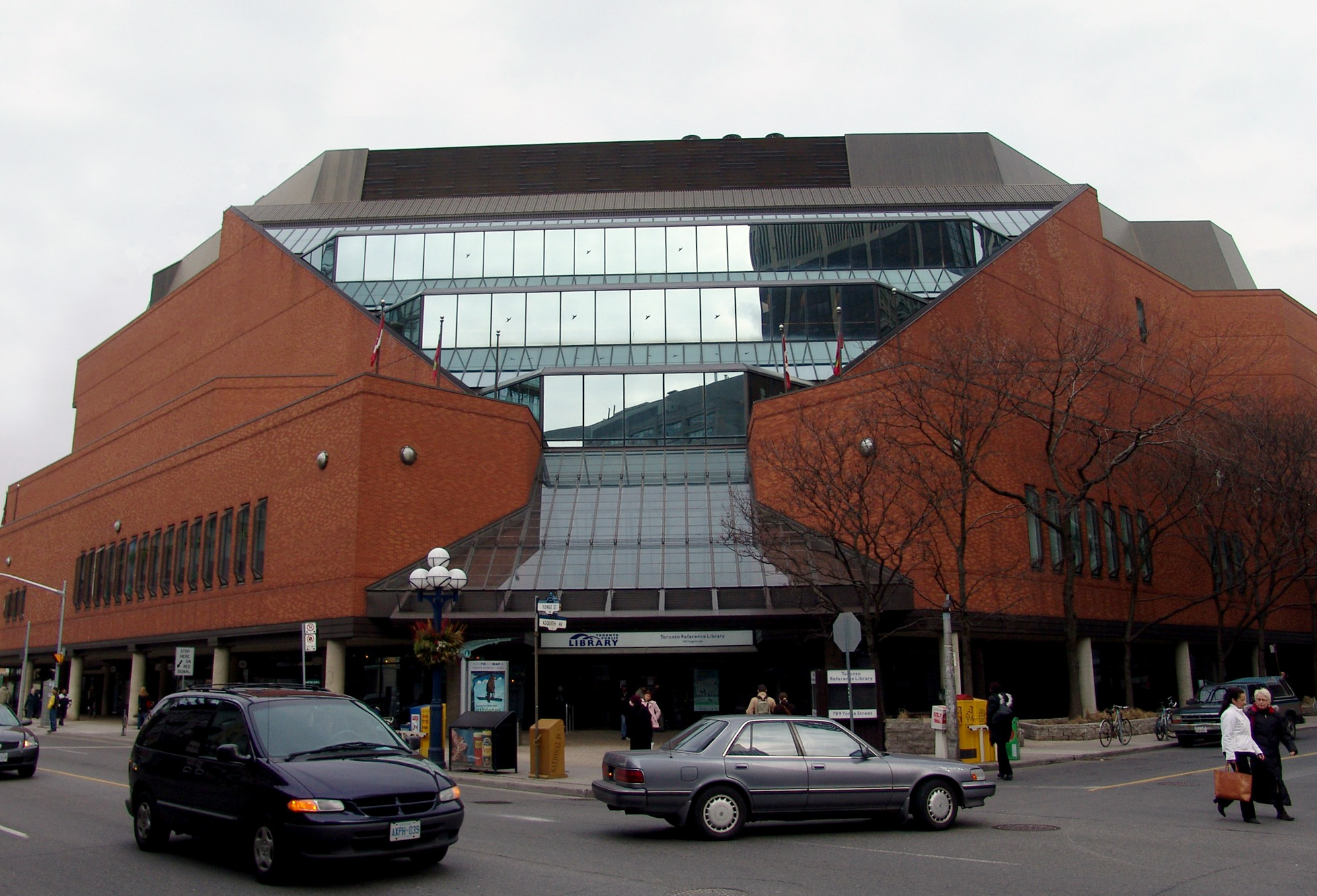
کتابخانه مرجع تورنتو، کتابخانه مرکزی سیستم کتابخانه عمومی تورنتو

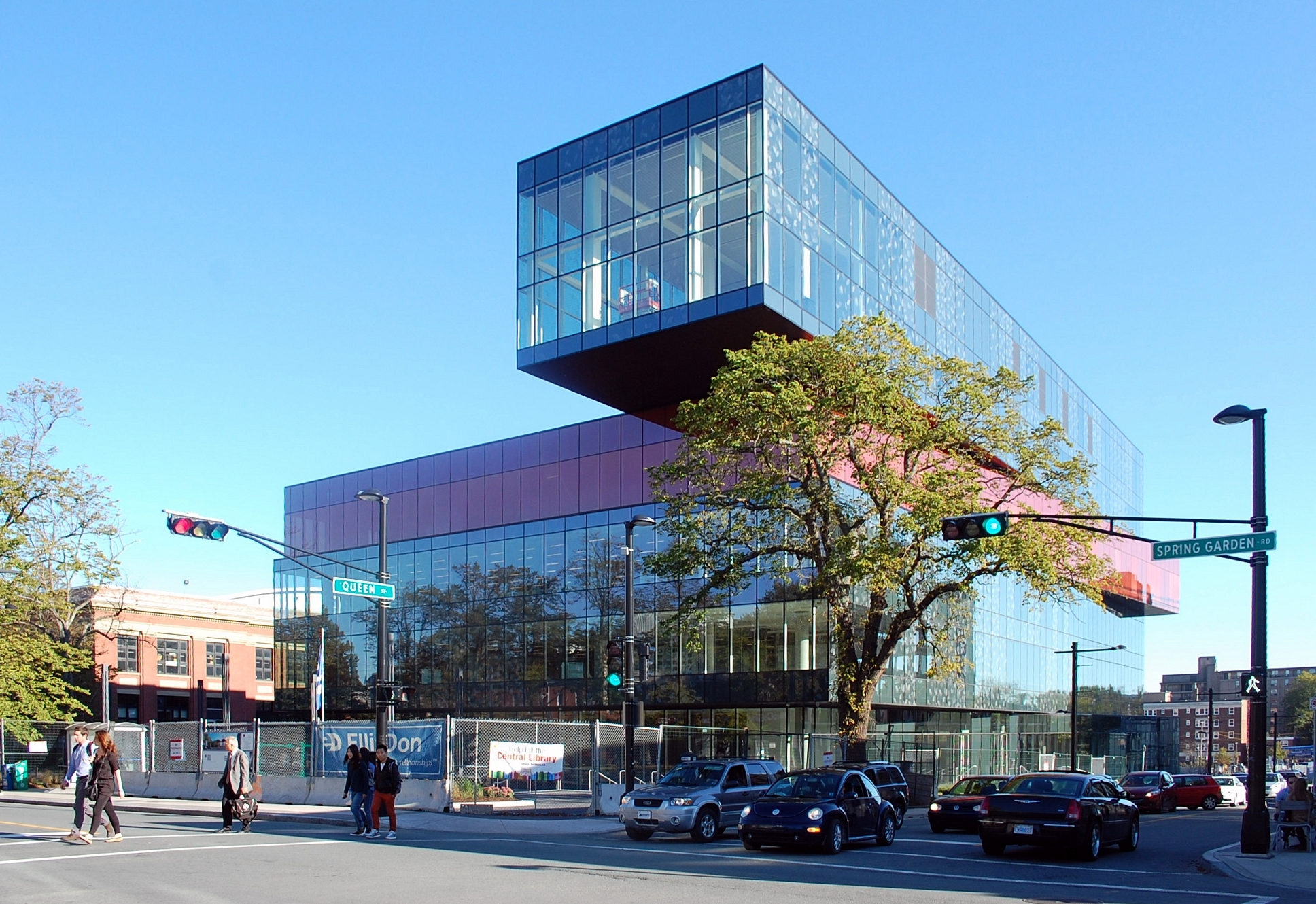
کتابخانه جدید مرکزی هالیفاکس.

در سال ۱۷۷۹، فرماندار فردریک هالدمند اولین کتابخانه اشتراکی را در شهر کبک کانادا بنیان نهاد. بیشتر کتابخانه‌های کوچک کانادایی متعلق به خانواده‌های ثروتمند و سازمان‌های مذهبی بود، و عموم مردم را راه نمی‌دادند. کتابخانه هالمند، همانند دیگر کتابخانه‌های اشتراکی، در درجه اول به نخبگان شهری خدمات ارائه می‌دادند، بعدها کتابخانه هالمند با انجمن تاریخ و ادبیات کبک ادغام شد (تأسیس در سال ۱۸۲۴)، که مجموعه کتابخانه اصلی کبک را در کتابخانه‌اش نمایش می‌داد. این و کتابخانه‌های انجمنی/اجتماعی مشابه مثال‌هایی از نمونه‌های اولیه کتابخانه‌های عمومی بودند. آن‌ها که عضویت صرف‌نظر از طبقه اجتماعی و مذهب اجازه داده می‌شد عمومی بودند، و سرانجام بسیاری در کانادا به کتابخانه عمومی رایگان روآوردند.